# 創傷中心
創傷中心是一種主要收治因跌倒、交通事故或槍擊等原因受傷的患者的醫院，而且醫院收治的這些患者的傷情普遍較重（重大創傷）。

## 历史
美國的创伤中心劃分為好幾個級別，其中I 级 (Level-1) 是最高級，III 级 (Level-3) 是最低級。某些州的創傷中心要分為5個等級，其中V级（Level-5）是最低級。
最高级别的创伤中心可以提供专业的医疗和护理服务，而且此類創傷中心擁有专业設備。较低级别的创伤中心只能提供初步的护理服務，而且患者視情況還要轉診以及前往更高級別的創傷中心。
一些创伤中心還配有直升机停机坪，患者可以坐直升機抵達停機坪。